# Estação Praça da Bandeira
Estação da Praça da Bandeira, antes conhecida como Estação Lauro Müller, é uma estação de trem da Zona Norte do Rio de Janeiro.

## História

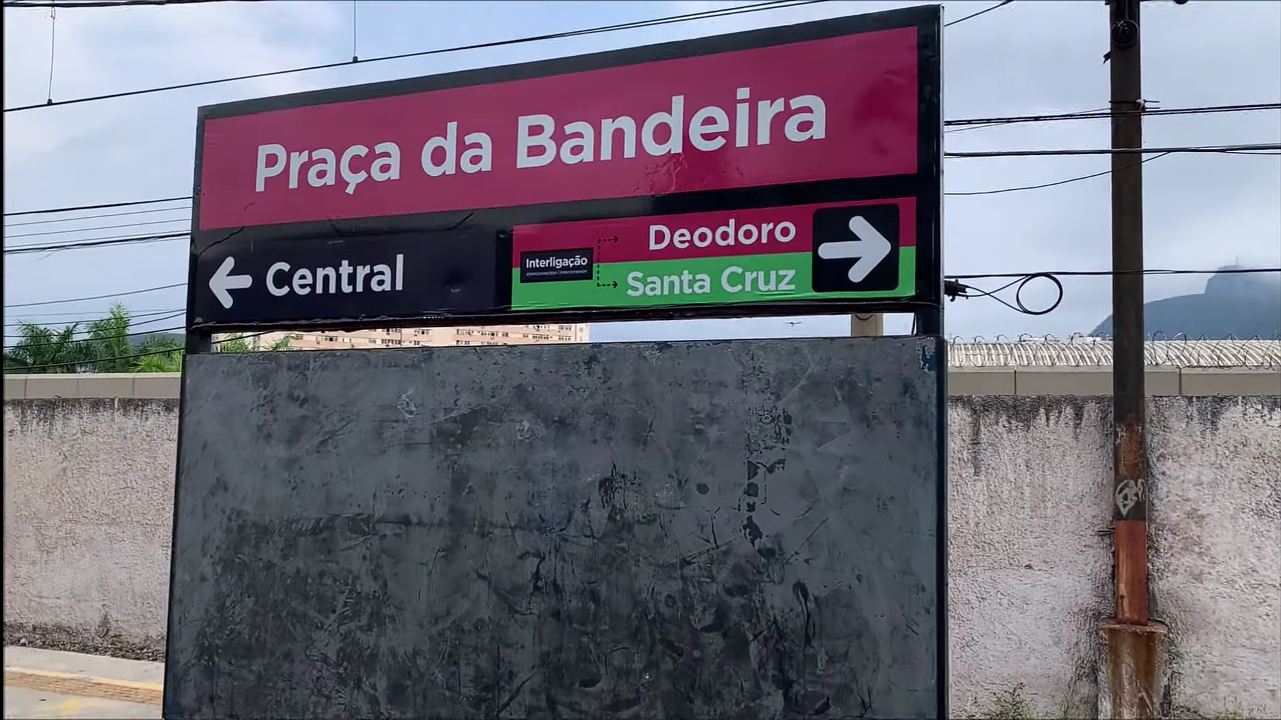
Placa Praça da Bandeira

A estação foi inaugurada em 12 de novembro de 1907, com o nome de Lauro Müller, após a Estrada de Ferro Central do Brasil modificar o leito da linha entre as estações Pedro II e São Cristóvão." A revista Manchete, em 1957, contou a história da construção da estação: "(…) Com o tráfego aumentando dia a dia, principalmente depois do início dos serviços do cais do porto, e pela necessidade de evitar futuras complicações com as avenidas laterais do novo Canal do Mangue, aberto pela Comissão Construtora do Cais do Porto, o diretor Francisco de Paiva Ramos, pelo ofício 605, de 25 de maio de 1903, sugeriu a elevação da linha entre São Cristóvão e São Diogo, acabando com a travessia das passagens de níveis das ruas Praia Formosa, Figueira de Melo e São Cristóvão. Aprovada a ideia, o projeto foi executado pela Seção Técnica da Linha, sob a chefia do engenheiro Carlos Euler, auxiliado pelo seu colega Mário Martins Costa. Os trabalhos de elevação da linha, que incluíam a construção do viaduto metálico por onde ela atravessa o Mangue, perto da Leopoldina, tiveram início em 1905, sendo chefe da linha o engenheiro José de Andrade Pinto. Com a elevação, São Diogo perdeu a sua importância, e surgiu a estação de Lauro Muller, nome do ministro da Viação da época, que inaugurou a obra com Afonso Pena, presidente da República."
Durante um temporal em dezembro de 1931, parte da cobertura das plataformas da estação foi arrancada, obrigando a Central a realizar reparos em suas edificações. Com isso, as edificações da estação (incluindo a entrada e a transferência de passageiros entre plataformas) foram reformadas, entre 1934 e 1942. Até então feita em superfície, com passagem de nível de pedestres, passou a ser feita através de uma passagem sob os trilhos. Com as obras realizadas e entregues em 12 de fevereiro de 1942, o acesso à estação de Lauro Muller passou a ser realizado pela Praça da Bandeira.
Em 29 de julho de 1999, a estação foi reinaugurada após uma reforma geral, de duzentos mil reais, realizada pelo Governo do Estado do Rio de Janeiro. Na década de 2000, a estação foi rebatizada com o nome da praça onde está localizada.

## Plataforma
|  | ↑ a ↑ |

| 1 |

|  | ↓ b ↓ |

|  | ↑ a ↑ |

| 1 |

|  | ↓ b ↓ |

|  | ↑ a ↑ |

| 1 |

|  | ↓ b ↓ |

|  | ↑ a ↑ |

| 1 |

|  | ↓ b ↓ |

### Dias úteis
Plataforma 1A: Deodoro

Plataforma 1B: Central do Brasil

### Sábados (após as 8 horas)
Plataforma 1A: destina-se aos trens com destino a Japeri e Santa Cruz

Plataforma 1B: destina-se aos trens com destino à Central do Brasil

### Domingos e feriados
Plataforma 1A: destina-se aos trens com destino a Santa Cruz e Japeri

Plataforma 1B: destina-se aos trens com destino à Central do Brasil